# Chuck Cooper
Charles Henry Cooper, detto Chuck (Pittsburgh, 29 settembre 1926 – Pittsburgh, 5 febbraio 1984), è stato un cestista statunitense.
Fu uno dei primi tre cestisti afroamericani della NBA.

## Carriera
Cooper fu scelto nel draft NBA 1950 dai Boston Celtics dell'allenatore Red Auerbach, dopo aver militato nella scuola di basket della Westinghouse High School di Pittsburgh e per le squadre della Duquesne University e del West Virginia State College.
Ebbe una discreta carriera nella NBA: giocò quattro stagioni con i Celtics, poi fu scambiato ai Milwaukee Hawks, terminando infine la carriera ai Fort Wayne Pistons.
Durante la sua carriera giocò 409 partite totalizzando 2.725 punti, per una media di 6,66 punti a partita, insieme a 2.431 rimbalzi con una media di 5,9 a partita e 733 assist per una media di 1,76 assist a partita.